# Heinz Cüppers
Heinz Cüppers (Trier, 6 de agosto de 1929 – Trier, 14 de fevereiro de 2005) foi um arqueólogo alemão. Foi diretor do Rheinisches Landesmuseum Trier, investigando principalmente a arqueologia provincial romana. São notáveis por exemplo suas pesquisas sobre as pontes romanas e as termas de Trier (Augusta Treverorum). 

## Publicações selecionadas
Para uma lista de suas publicações ver Trierer Zeitschrift 62 (1999), p. 9–22.
- Vorformen des Ciboriums. In: Bonner Jahrbücher 163 (1963), p. 21–75 [= Dissertation Bonn 1956].
- Die Trierer Römerbrücken. Mainz, 1969.
- (Editor): Die Römer in Rheinland-Pfalz. Stuttgart, 1990.
- com Herbert Donner: Die Mosaikkarte von Madeba. (= Abhandlungen des Deutschen Palästinavereins 5), Harrassowitz, Wiesbaden, 1977, ISBN 3-447-01866-6.